# Éditions Polystyrène
Les Éditions Polystyrène sont une maison d'édition de bande dessinée française.

## Historique
Les Éditions Polystyrène sont une maison d'édition de bande dessinée française créée en 2010. Elles sont animées par six anciens étudiants de l'École européenne supérieure de l'image à Angoulême : Alex Chauvel, Rémi Farnos, Florian Huet, Pierre Jeanneau, Ludovic Rio et Adrien Thiot-Rader. De l'atelier de jeunes auteurs prévu initialement, l'association s'est transformée en maison d'édition à cause de l'éloignement géographique des membres.
Leur volonté est de proposer des livres-objet à manipuler différemment. Ludovic Rio résume la philosophie de la maison dans un entretien aux dossiers de la Bande Dessinée (dBD) : « Polystyrène est une réponse à deux constats : le besoin de trouver une nouvelle forme au livre et la montée du numérique. Nous voulions travailler l'objet livre non pas contre le numérique, mais en réponse au numérique, car il nous semble peu pertinent de transposer mécaniquement les codes de la bande dessinée papier au numérique. »
« Les éditions polystyrène, c'est des BD, mais le principe est de travailler le livre différemment, en prenant véritablement en compte sa nature d'objet. On est habitué à lire un livre en tournant les pages une à une. 
Avec polystyrène, le but est de changer ce rapport au livre : comment construire (pour l'auteur) et comment découvrir (pour le lecteur) une histoire que l'on lit en dépliant des feuillets, en combinant aléatoirement les pages, en déroulant, en jouant avec plusieurs reliures… »
Lors du FIBD 2013, elles ont participé avec les membres de l'OuBaPo à une performance intitulée « oubaposhow ».
Le financement de leurs publications, hors des formats standard de la bande dessinée, se fait à travers les fonds récoltés lors des salons et via un projet participatif.
À propos de sa participation à l'ouvrage Polychromie dans un entretien à la revue en ligne Du9, Victor Hussenot a déclaré :
« Les éditions Polystyrène sont également très proches de ma vision de la bande dessinée, un désir de renouveler la manière de lire les livres, d’emmener la bande dessinée ailleurs que là où on la place. Casser les formats, les systèmes de lecture, afin de donner une nouvelle image à la bande dessinée, finalement remettre en question l’objet c’est déstructurer, décontextualiser l’objet livre et emmener le récit ailleurs… Ça aussi c’est quelque chose qui compte pour moi. »

## Catalogue
- Lignes Noires, d'Adrien Thiot-Rader et Ludovic Rio : polar se déroulant dans Paris, en trois chapitres pouvant se lire en parallèle ;
- Alcide, d'Alex Chauvel : récit épique et mythologique en quatre chapitres à déplier[8] ;
- Heavy Toast, de Pierre Janneau : récit de science fiction dont les pages sont à mélanger à volonté, composé de planches non reliées réunies dans un classeur et susceptibles d’être lues dans n’importe quel ordre[9] ;
- Polychromie, collectif (2013) : quinze auteurs ont réalisé des planches composées de deux couleurs, rouge et bleu[10]. Chacune de ces couches est lisible en utilisant le filtre adéquat fourni[11] ; La revue "BoDoï" classe ce livre dans les meilleures BD de l'année 2014[12]. Le livre fait également partie de la sélection BD alternative du festival d'Angoulême 2014[13].
- Carré, carré, carré, carré, de  L.L. de Mars et Benoît Preteseille : par un jeu de caches, le nombre de cases évolue selon un principe narratif à contrainte[14]. L'ouvrage est issu d'un travail en résidence "Pierre Feuille Ciseau"[15] ;
- Une réédition, en collaboration avec la maison d'édition The Hoochie Coochie, de La Véridique aventure d'un email, de son vrai nom La Véridique destinée d’un message livré à lui-même, lancé à l’aventure d’un bout à l’autre du monde, héroïque figure des temps modernes, commune et méconnue : l’e-mail d'Olivier Philipponneau, a été réalisée en mai 2015. L'objet se présente comme une feuille à plier et déplier, le lecteur créant différentes combinaisons comme les différentes variantes d'un même récit[16].
- Thomas et Manon, dessin de Rémi Farnos, scénario d'Alex Chauvel,  2015. Bande dessinées dont chaque case est imprimée sur une carte permettant au lecteur de construire le récit comme il l'entend.
- Toutes les mers Par temps calme, d'Alex Chauvel, récit maritime et cartographique sous forme de leporello, 2016.
- Iconodoules, de Wieland Bosma, 2018.
- La Confiture, de Léa German, 2018.
- Principes de Conservation, de Ludovic Rio, 2018.